# Triodia aeria
Triodia aeria är en gräsart som beskrevs av Michael Lazarides. Triodia aeria ingår i släktet Triodia och familjen gräs. Inga underarter finns listade i Catalogue of Life.